# Walter Van de Velde
Walter Van de Velde (Antwerpen, 18 mei 1950) is een Vlaams acteur, televisieregisseur en scenarioschrijver.

## Samson en Gert
Hij speelde van 1992 tot 2002 de rol van Octaaf De Bolle in de kinderserie Samson en Gert en gedurende deze jaren was hij ook in alle kerstshows te zien. Na 2002 maakte Van de Velde nog enkele keren zijn opwachting als Octaaf: in de kerstshow van 2005 op een scherm, in de Samson en Gert-film Hotel op stelten (2008), tijdens Throwback Thursday in het Sportpladijs (2017), in de videoclip Het allerlaatste liedje (2019) en in een aflevering van De Droomfabriek (2025).

## Biografie
Als scenarist was Van de Velde betrokken bij Vlaamse series als R.I.P., Lili en Marleen en Hallo België!. Hij schreef ook dialogen voor verschillende musicals die geproduceerd werden door Studio 100. Ook al was hij daar in 2002 gestopt, toch schreef hij nog dialogen voor de musicals De 3 biggetjes, De kleine zeemeermin.
Behalve in Samson en Gert speelde Van de Velde ook gastrollen, zoals in F.C. De Kampioenen, Toen was geluk heel gewoon, Commissaris Roos, Bex & Blanche, Heterdaad en in Recht op Recht.

## Privé
Hij is getrouwd met actrice Simonne Peeters.

## Filmografie

### Acteur

#### Film
- Hotel op Stelten (2008) - als Octaaf De Bolle
- Het spook van Monniksveer (1989) - als Rinus

#### Televisie
- 30 jaar Samson & Gert (2019) - als zichzelf
- Recht op Recht (2000) - taxichauffeur
- Lili en Marleen (1999) - klant
- Deman (1998) - Jean Duytschaever
- Heterdaad (1997) - Collier
- Het mooiste moment (1997) - als zichzelf
- Samson & Gert Caravanshows (1996-1998) - Octaaf De Bolle
- De Droomfabriek (1996, 2025) - Octaaf De Bolle
- Toen was geluk heel gewoon (1996) - dokter Duskin
- Samson & Gert Studioshows (1995-1996) - Octaaf De Bolle
- Niet voor publikatie (1994) - als Stafke
- Bex & Blanche (1993) - meneer Vissers, hoofd bureau vreemdelingenzaken
- Gaston & Leo show (1992) - Armand
- RIP (1992) - Marcelleke De Vleeschauwer
- Samson en Gert (1992-2002) - Octaaf De Bolle
- Commissaris Roos (1990, 1992) - Henri
- F.C. De Kampioenen (1990) - postbode Firmin

#### Theater
- Throwback Thursday in het Sportpladijs (2017) - Octaaf De Bolle
- Samson en Gert Kerstshow (1992-2002, 2005-2006) - Octaaf De Bolle

### Regisseur
- Hallo België! (2005)
- Lili en Marleen (1995)

### Schrijver
- Lili en Marleen (1994-1999, 2003, 2006-2007, 2009)
- De kleine zeemeermin (2004)
- Hallo België! (2004)
- De 3 Biggetjes (2003, 2007, 2024)
- Robin Hood (2001, 2012)
- Doornroosje (2002)
- RIP (1992)

- Nederlandse Thesaurus van Auteursnamen: 070505543
- Virtual International Authority File: 195248727
- WorldCat: E39PBJvMyY8R9gDtbjdqKQYByd